# Stirb langsam 2
Stirb langsam 2 (Alternativtitel: Stirb Langsam 2 – Die Harder; Originaltitel Die Hard 2, alternativ auch Die Hard 2: Die Harder) ist ein US-amerikanischer Actionfilm von Renny Harlin aus dem Jahr 1990. Es ist die Fortsetzung von Stirb langsam und der zweite von fünf Filmen der Stirb-langsam-Reihe mit Bruce Willis in der Rolle des Polizisten John McClane. Der Film basiert auf dem Roman 58 Minuten Angst von Walter Wager.

## Handlung
Während eines Schneesturmes begibt sich Polizist John McClane auf den Washingtoner Flughafen Dulles, um seine Frau Holly abzuholen und mit ihr gemeinsam den Weihnachtsabend zu verbringen.
Zur gleichen Zeit erreicht auch der korrupte, inzwischen abgesetzte Offizier Colonel Stuart mit einer bewaffneten Söldnertruppe das Flughafengelände und besetzt eine alte Kirche als Kommandoposten. Er lässt die Energie- und Kommunikationsleitungen anzapfen und übernimmt von der Kirche aus die Kontrolle über den Flughafen. Er fordert, den ehemaligen südamerikanischen Diktator General Ramon Esperanza freizulassen. Dieser befindet sich gerade in einer Transportmaschine im Anflug auf Washington, da er an die USA ausgeliefert werden soll. Sollten die Forderungen nicht erfüllt werden, will Stuart die in der Warteschleife über dem Flughafen kreisenden Linienmaschinen nacheinander abstürzen lassen, da er nun die Kommunikation mit den ahnungslosen Piloten kontrolliert.
McClane, dessen Frau Holly sich in einem der bedrohten Flugzeuge befindet, hat als Erster bemerkt, dass etwas nicht stimmt, und bietet den Verantwortlichen seine Hilfe an, nachdem er einen der Söldner getötet hat. Nach anfänglicher Zusammenarbeit verweigert man ihm aber jeglichen Zutritt zum Kontrollturm. Mit Hilfe von Marvin, dem Hausmeister des Flughafens, versucht er daher fast im Alleingang die Katastrophe zu verhindern. Nachdem McClane drei im „neuen Terminal“ als Maler getarnte Söldner erschossen hat, demonstriert Stuart seine Macht, indem er eine mit 230 Menschen besetzte DC-8 durch die falsch programmierte Bodenhöhe des Instrumentenlandesystems abstürzen lässt. Alle Versuche, die Kontrolle zurückzugewinnen, scheitern, weswegen der Flughafen nun Unterstützung von Stuarts ehemaligem Ausbilder Major Grant und dessen Anti-Terroreinheit erhält. McClane gelingt es, Esperanza an der Transportmaschine abzufangen und einen weiteren Gangster zu erschießen. Esperanza wird aber sofort von Stuart und dessen Leuten befreit.
McClane und der Flughafenmitarbeiter Barnes können im weiteren Verlauf Stuart in dessen Hauptquartier aufstöbern und mit Hilfe des Einsatzkommandos von Major Grant die Kirche stürmen. Es zeigt sich allerdings, dass Grant mit Stuart und Esperanza unter einer Decke steckt und die Männer planen, sich mit einem Jumbo-Jet in Esperanzas Heimatland abzusetzen. Um die anderen Beteiligten zu täuschen, haben sie lediglich mit Platzpatronen aufeinander geschossen.
Während Hollys Maschine und die anderen kreisenden Flugzeuge wegen Treibstoffmangels zu einer Notlandung gezwungen sind, begibt sich McClane auf eine Tragfläche der Boeing 747 der Terroristen, wo es zum Kampf mit Major Grant und schließlich auch mit Colonel Stuart kommt. Nachdem Grant dabei in ein laufendes Triebwerk gezogen worden ist, wird McClane zwar von Stuart von der Tragfläche hinuntergestoßen, kann vorher jedoch einen Treibstofftank öffnen und das Flugzeug durch Entzünden des auslaufenden Kerosins noch während des Startvorgangs zur Explosion bringen. Stuart, Esperanza und alle anderen Verbrecher sterben dabei. Die brennenden Trümmer und das entzündete Kerosin dienen den nun notlandenden Maschinen als Leuchtfeuer.
John und seine Frau können nun wieder vereint das Weihnachtsfest feiern.

## Hintergrund
Die Dreharbeiten fanden unter anderem in Alpena, Michigan, auf dem Stapleton-Airport in Denver sowie dem Highland Lake nördlich von Denver statt. Da zum Zeitpunkt des Drehs dort kein Schnee lag, wurde Kunstschnee verwendet. Die Innenaufnahmen entstanden auf dem Flughafen von Los Angeles. Für die Szene, in der Esperanzas Flugzeug landet, verwendete man acht Drehorte: Granada Hills, San Francisco, Los Angeles, Lake Tahoe und die Mojave-Wüste (alles Kalifornien), Alpena und Sault Ste. Marie in Michigan sowie Denver.
Ursprünglich sollte John McTiernan, der Regisseur des ersten Teils, auch Stirb langsam 2 realisieren. Da er aber bei Jagd auf Roter Oktober Regie führte, übernahm Renny Harlin seinen Posten.
Bei Produktionskosten von 70 Millionen US-Dollar wurden weltweit etwa 240 Millionen US-Dollar eingespielt, davon etwa 117,5 Millionen Dollar in den USA.
Der Werkzeugkonzern Black & Decker beteiligte sich an den Produktionskosten, da der Hauptdarsteller Bruce Willis im Rahmen seiner Rolle einen Akkubohrer der Firma benutzte. Nachdem die Szene aus der Endfassung herausgeschnitten worden war, verklagte Black & Decker die Produktionsgesellschaft 20th Century Fox wegen nicht erfolgter Produktplatzierung. Der Fall wurde schließlich außergerichtlich durch Zahlung von 150.000 US-Dollar geregelt. Im Film wird auch an prominenter Stelle eine Stihl-Motorsäge gezeigt. Ob sich auch dieses Unternehmen an der Produktion beteiligt hat, ist nicht bekannt.
General Ramon Esperanza stammt laut Drehbuch aus Valverde. Der fiktive Staat fand auch in dem Arnold-Schwarzenegger-Film Phantom-Kommando Verwendung.
Der Film erhielt wie der erste Teil in Deutschland ursprünglich eine FSK-18-Freigabe, beide wurden aber bald auf FSK 16 heruntergestuft. Einige Szenen wurden aus der Endfassung des Filmes entfernt und sind auf der Special-Edition-DVD enthalten. Dabei sind unter anderem ein Kinderchor, ein weiterer Mord der Terroristen in Vorbereitung ihrer Aktion sowie McClane, wie er über einen Stahlträger balanciert, zu sehen. Die VHS-Fassungen waren bei einer FSK-16-Freigabe in fünf Szenen geschnitten. Erst auf DVD erschien der Film offiziell ungekürzt. Bis dato wurde der Film lediglich zweimalig bei Sat.1 ungekürzt ausgestrahlt, andere Ausstrahlungen waren stets gleichermaßen geschnitten.
Da Anfang der 1990er Jahre die digitale Tricktechnik noch in den Kinderschuhen steckte, wurden im Film viele Miniatur-Effekte eingesetzt. Der Tower des Dulles-Airports wurde als 1:1-Kulisse aufgebaut und in ein großes Studio gestellt, in das man einen vollständigen Miniaturflughafen samt beleuchteten Landebahnen und Rollwegen gebaut hatte. Für die Flugaufnahmen der Passagierjets wurden große, zum Teil mehrere Meter lange Modelle in einem Studio mit künstlichem Nebel gefilmt. Auch für den Absturz der britischen Passagiermaschine mussten Modelle eingesetzt werden. Dabei wurden die Modelle mehrfach umlackiert, um die Illusion mehrerer Flugzeuge zu erzeugen. Die Kabel, an denen die Modelle aufgehängt waren, wurden mittels Computergrafik entfernt. Explosionen wurden mit Hochgeschwindigkeitskameras gedreht.
Während der langen Wartezeit in Holly McClanes Flugzeug wird den Passagieren Fernsehen gezeigt. Da es sich um eine 20th-Century-Fox-Produktion handelt, wird der FOX-Fernsehsender gezeigt, in dem gerade eine der ersten Simpsons-Folgen läuft, die Episode Eine ganz normale Familie der ersten Staffel. Als John seine Frau Holly auf ihrem Flug anruft, ist in einer Szene in der Maschine kurz ein Teil eines Magazins mit einer Werbeanzeige für den Actionfilm Lethal Weapon 2 – Brennpunkt L.A. zu sehen.
In seiner Filmmusik bezog sich der Komponist Michael Kamen sehr deutlich auf die Musik der sinfonischen Dichtung Finlandia von Jean Sibelius, deren Choralteil in Amerika als Kirchenlied gesungen wird. Die dynamische Wucht der Vorlage und deren scharfe Akzente verleihen dem filmischen Geschehen eine erhebliche Spannung. Als John McClane das Flughafenterminal betritt, ist im Hintergrund der Kinderchor zu hören. Das Lied Carol of the Bells findet auch im Film Kevin – Allein zu Haus Verwendung. In Anlehnung zum ersten Film wird während des Abspanns das von Vaughn Monroe gesungene Lied Let It Snow, Let It Snow, Let It Snow gespielt. Es wurde allerdings auch hier nicht die Originaleinspielung von 1945 verwendet, sondern ebenso Monroes Neufassung von 1963.
Im Film kommen mehrere fiktive Fluggesellschaften vor. Holly McClane ist in einer Lockheed Tristar der Northeastern Airlines (NEA) unterwegs. Bis in die frühen 1970er Jahre gab es zwar eine Fluggesellschaft namens Northeast Airlines, diese hat allerdings nichts mit der im Film zu tun. Weiter sind Maschinen der fiktiven japanischen Fluggesellschaft Fuji zu sehen. Zudem weisen zahlreiche Details im Film, von Werbeschildern über Container-Aufschriften bis zu den Kürzeln auf den Abflug-Bildschirmen, auf diese fiktiven Fluggesellschaften hin. Hingegen ist eine Boeing 727 der American Trans Air zu sehen, wobei diese Fluggesellschaft tatsächlich existierte. Das Flugzeug, das die Terroristen zum Absturz bringen, ist eine DC-8 der ebenfalls fiktiven englischen Airline Windsor. Bei der von Colonel Stuart geforderten Frachtmaschine handelt es sich um eine Boeing 747-100 der Evergreen International Airlines. Zwar wurde die Lackierung abgesehen von den zwei charakteristischen grünen Streifen und der amerikanischen Flagge gänzlich neutralisiert, die Original-Registrierung N473EV wurde jedoch beibehalten und ist im Film deutlich zu erkennen.
Bei der Pistole Glock 7, die angeblich ausschließlich aus Porzellan besteht und deshalb mit Metalldetektoren nicht auffindbar sein soll, handelt es sich um eine fiktive Waffe. Es existiert zwar eine Glock 17, doch ist diese Waffe keine Keramikanfertigung und außerdem eine österreichische Produktion. Im Film wird sie als deutsche Produktion dargestellt. Das damals revolutionäre Konzept umfasst eine Reihe von Bauteilen aus Kunststoff, allerdings ist beispielsweise der Lauf aus Metall. Die Glock 17 lässt sich also per Metalldetektor aufspüren.
Während die SWAT-Einheit der Flughafenpolizei und die Eingreiftruppe von Major Grant mit amerikanischen Sturmgewehren Typ M16 ausgerüstet sind, benutzen die Terroristen überwiegend die deutsche Maschinenpistole Heckler & Koch MP5K, die an dem charakteristischen vorderen Handgriff erkennbar sind. Colonel Stuart benutzt ebenfalls eine MP5, in der Variante MP5A2.

## Deutsche Synchronfassung
Die deutsche Synchronbearbeitung entstand bei der Deutschen Synchron in Berlin. Synchronregie führte Michael Richter.
| Darsteller              | Deutscher Sprecher       | Rolle                          |
| ----------------------- | ------------------------ | ------------------------------ |
| Bruce Willis            | Manfred Lehmann          | John McClane                   |
| Bonnie Bedelia          | Monica Bielenstein       | Holly McClane                  |
| William Sadler          | Claus Jurichs            | Col. Stuart                    |
| Dennis Franz            | Rolf Schult              | Cpt. Lorenzo                   |
| Franco Nero             | Christian Rode           | Gen. Ramon Esperanza           |
| John Amos               | Kurt Goldstein           | Major Grant                    |
| Fred Dalton Thompson    | Harry Wüstenhagen        | Trudeau                        |
| Art Evans               | Peter Schiff             | Leslie Barnes                  |
| Jeanne Bates            | Christel Merian          | ältere Dame neben Holly        |
| Steve Pershing          | Rüdiger Evers            | Copilot des Northeastern-Flugs |
| Don Harvey              | Hubertus Bengsch         | Garber                         |
| Tom Bower               | Manfred Lichtenfeld      | Marvin                         |
| Vondie Curtis-Hall      | Wolfgang Kühne           | Miller                         |
| David Willis Sr.        | Arne Elsholtz            | Abschleppwagenfahrer Murray    |
| Robert Patrick          | Mathias Einert           | O’Reilly                       |
| Michael Francis Clarke  | Detlef Bierstedt         | Pilot des Northeast-Flugs      |
| Colm Meaney             | Helmut Gauß              | Pilot des Windsor-Flugs        |
| William Atherton        | Uwe Paulsen              | Richard Thornburg              |
| Sheila McCarthy         | Evelyn Maron             | Samantha „Sam“ Coleman         |
| Reginald VelJohnson     | Engelbert von Nordhausen | Sgt. Al Powell                 |
| John Costelloe          | Patrick Winczewski       | Sgt. Oswald Cochrane           |
| Robert Costanzo         | Alexander Herzog         | Sgt. Vito Lorenzo              |
| Robert Martin Steinberg | Stefan Staudinger        | Victor                         |
|                         | Detlef Bierstedt         | Reporter Leonard Adkins        |
|                         | Ulrike Stürzbecher       | Nachrichtensprecherin          |
|                         | Heike Schroetter         | Nachrichtensprecherin          |
|                         | Andreas Hosang           | Terrorist                      |
|                         | Tom Vogt                 | Terrorist                      |
|                         | Thomas Nero Wolff        | Terrorist                      |

Detlef Bierstedt synchronisierte mehrere Rollen.

## Kritik
Der Film wurde von den Kritikern mehrheitlich positiv aufgenommen und erreichte bei Rotten Tomatoes, basierend auf 68 Kritiken, eine Bewertung von 68 Prozent und erhielt hierbei eine durchschnittliche Bewertung von 6,2 der möglichen 10 Punkte.

„Der spannende Kampf mit den Tücken moderner Technik, der den Reiz von Stirb langsam (1988) ausmachte, weicht oberflächlich konstruiertem, lautstarkem Aktionsreichtum mit nur geringen Anzeichen von Ironie, aber um so mehr genreüblichen Härten.“

## Auszeichnungen
1990 wurde der Film mit dem Jupiter für Beste Kamera und Beste Stunts ausgezeichnet. 1991 erhielt der Film eine Nominierung für den „besten ausländischen Film“ beim Japan Academy Prize, der bedeutendsten japanischen Filmauszeichnung. Im selben Jahr wurde der Film Sieger des „BMI Film Music Awards“ in der Kategorie „Beste Musik“ (Michael Kamen) bei den BMI Film & TV Awards.